# Jürgen Scheibe
Jürgen Scheibe (Aschaffenburg, 22 de octubre de 1968) es un deportista alemán que compitió en lucha libre.
Ganó dos medallas en el Campeonato Europeo de Lucha, plata en 1995 y bronce en 1989. Participó en cuatro Juegos Olímpicos de Verano, entre los años 1988 y 2000, ocupando el séptimo lugar en Barcelona 1992, en la categoría de 57 kg.

## Palmarés internacional
| Campeonato Europeo | Campeonato Europeo  | Campeonato Europeo | Campeonato Europeo |
| Año                | Lugar               | Medalla            | Categoría          |
| ------------------ | ------------------- | ------------------ | ------------------ |
| 1989               | Ankara (Turquía)    | Medalla de bronce  | 57 kg              |
| 1995               | Friburgo (Alemania) | Medalla de plata   | 62 kg              |